# Maurice Zermatten
Pour les articles homonymes, voir Zermatten.
 (septembre 2011).
Si vous disposez d'ouvrages ou d'articles de référence ou si vous connaissez des sites web de qualité traitant du thème abordé ici, merci de compléter l'article en donnant les références utiles à sa vérifiabilité et en les liant à la section « Notes et références ».
Maurice Zermatten, né le 22 octobre 1910 à Suen près de Saint-Martin (Valais) et mort le 11 février 2001 à Sion, est un écrivain suisse francophone.

## Biographie
Issu d'une famille paysanne, fils d’instituteur, Maurice Zermatten est le cadet d'une famille de neuf enfants. Il passe son enfance dans son village de Suen (il évoque cette époque dans Les Sèves d'enfance, récit paru en 1968). Il étudie à l’école normale, puis à l’université de Fribourg.
Dès 1937 il enseigne au Collège de Sion jusqu'à la retraite. À partir de 1952, il est également chargé de cours à l’École polytechnique fédérale de Zurich. Il publie son premier roman, Le Cœur inutile, en 1936, aux éditions de la Librairie de l'Université de Fribourg (LUF).
Maurice Zermatten se marie avec Hélène Kaiser de Fribourg. Père de six enfants, il est le père de Jean Zermatten. Il accomplit une carrière militaire le conduisant au grade de colonel.
Maurice Zermatten a également présidé la Société suisse des écrivains à la fin des années 1960. En 1969, on lui reproche d’avoir collaboré à la traduction de l’ouvrage Défense civile, distribué par le Conseil fédéral à tous les ménages suisses et visant à renforcer l’esprit civique de la population.
Il se consacre à de nombreux genres littéraires comme le roman, le récit, le conte, la nouvelle, le théâtre, l’essai ou la biographie.
Maurice Zermatten décrit le roman comme « un genre complet où l'auteur crée des personnages, une histoire, un environnement. C'est une fiction qui traduit une réalité tant que l'on puise son imagination dans la vie. »

## Distinctions
- Prix Schiller, 1938 et 1956
- Grand prix suisse du théâtre 1951 (pour Isabelle de Chevron)
- Grand Prix catholique de littérature pour l’ensemble de son œuvre 1959
- Prix Gottfried Keller 1959
- Prix pour un ouvrage écrit en langue française par un étranger 1960 de l'Académie française
- Prix de l’Alliance culturelle française 1968
- Prix Monceau Paris, 1968
- Prix des auteurs dramatiques romands 1968 (pour sa pièce La Louve)
- Prix du rayonnement de la langue et de la littérature françaises 1974 de l'Académie française
- Prix Alpes-Jura 1974.
- Bourgeois d'honneur de la ville de Sion (Valais) en 1976
- Officier des Arts et des Lettres 1980

## Œuvres
Maurice Zermatten a publié environ 120 ouvrages, dont la moitié de romans.

### Romans
- Le Cœur inutile, 1936
- Le Chemin difficile, 1936
- La Colère de Dieu, 1940
- Le Sang des morts, 1942
- Christine, roman, 1944
- L'Esprit des Tempêtes, 1946
- Le Jardin des Oliviers, 1951
- La Montagne sans étoiles, 1956
- Le Lierre et le Figuier, 1957
- La Fontaine d'Aréthuse, 1958
- Le Bouclier d'or, 1961
- Le Cancer des solitudes, 1964
- Pays sans chemin, 1966
- Les Sèves d'enfance, 1968
- Une Soutane aux orties, 1971
- La Porte blanche : roman, 1973
- Un Amour à Grenchen-Nord, 1978
- L'Homme aux herbes, Denoël, Paris, 1980
- À l'Est du Grand Couloir, Denoël 1983
- Ô vous que je n'ai pas assez aimée, 1990

Tous ses romans portent le sceau de souvenirs autobiographiques.

### Théâtre
- La toile d'Araignée
- Les mains pures
- Isabelle de Chevron
- Les Cheveux d'Absalon
- La Rose noire de Marignan
- La Louve
- Le Bisse en croix
- Adélaïde de Chermignon
- La Colombe et les Vautours
- Les Pèlerins de la Gemmi

### Contes et nouvelles
- La belle Amphélise de Morestel, Lucerne-Zurich, Leo Wunderle, 1947
- Contes des Hauts-Pays du Rhône, LUF Fribourg, 1938 /Éditions Slatkine, 1999
- L'été de la Saint-Martin, 1962
- Le Pain noir, LUF Fribourg 1945
- Contes à mes enfants
- L'Été de la Saint-Martin, Paul Thierrin, Bienne 1962
- Contes et Légendes de la montagne valaisanne, Denoël Paris 1984
- Les Fiancés de la Neige, Valmedia, Savièse 1990
- Le Diable à l'Âme, Cabédita 1992

## Critiques littéraires
Maurice Zermatten a consacré des ouvrages à Charles-Ferdinand Ramuz, Rainer Maria Rilke, Gonzague de Reynold et Léon Savary.
- Connaissance de Ramuz, 1947, Librairie F. Rouge, Lausanne (coll. 'Visages')
- Léon Savary à l'occasion de son soixante-dixième anniversaire, Bienne, Suisse, Éditions du Panorama, 1965 (OCLC 14085529)
- Gonzague de Reynold : un homme, une vie, une œuvre, Fribourg, Édition La Sarine, 1980, 254 p. (ISBN 2829700155)